# 丁佑君
丁佑君（1931年9月27日—1950年9月19日），女，生于中国四川乐山五通桥杨柳镇瓦窑沱。西南剿匪时，被西昌境内的反政府武裝杀死。朱德称她为“中国共产党和中国人民的好女儿，共青团员和青年的好榜样”。

## 早年
丁佑君出生在一个封建的盐商地主家庭，由于她的奶娘家庭贫苦，故她支持无产阶级。最初在民彝小学读书1942年毕业，考入五通桥私立高小，1944年毕业后又去了通材中学。其成绩为甲等，并一直坚持自己的学业。1947年秋初中毕业，去成都就读于成都女子中学继续高中学业。当时中国人民解放军已开始进攻國民革命軍，在这种背景下，丁佑君在其间被其哥哥中国共产党党员丁好德遊說，遂下决心反对國民政府统治。1948年4月9日，因米价昂贵，四川大学等学生上街游行示威，史称“四九事件”，她就在其间印刷传单搞宣传。

## 学习、战斗过程
1949年11月27日，成都被中国人民解放军占领，1950年1月丁佑君考入了位于雅安的西康人民革命干部学校，其父母欲让其回家，未果。1950年2月9日，丁佑君随同西康干部学校的职工去雅安，途中遭到了当地武裝的攻击。1950年2月20日，丁佑君和同伴在高桥到邛崃的途中遭到当地武裝的攻击，其间有人受伤，丁佑君在其间医治伤员，并一直护送他们到邛崃城。
丁佑君于1950年4月29日在西康人民革命干部学校加入中国新民主主义青年团，后被中国新民主主义青年团评为学习模范。毕业后前往昌都去鎮壓當地武裝。
1950年8月，丁佑君被派遣担任西昌县盐中区妇女干事（相当于现今的乡镇妇联主席职务）。9月17日，在盐中区，她和副区长王正中去征粮。王正中傾向國民政府，当日他把丁佑君送到他的家里，跟当地國民革命軍留守军队和當地武裝报信。
1950年9月18日，丁佑君被抓捕，後剥光衣服裸体游街后带到新民乡张八街文昌宫，土匪将丁佑君反绑吊在空中用鞭子棍子殴打，用钢针扎奶头，让她供出盐中区存粮及中国人民解放军在当地兵力部署情况。被丁佑君拒绝后，八名土匪将她反捆在长凳上轮奸，并将左乳房的皮肤剥下来。9月19日，她被押到盐中区区公所，隨後其开枪，提起丁佑君的双脚拖行半里多路，於当晚死亡。

## 丁佑君去世后各方反应
- 1950年9月25日，丁佑君被中共西昌县委追认为中国共产党党员，并于1952年5月4日在西昌建立了丁佑君烈士陵园。
- 1951年5月19日，中央人民政府签发了丁佑君《革命烈士证书》。
- 作家高缨闻听丁佑君“事迹”之后，写下了《丁佑君之歌》。
- 1959年4月，丁佑君的故乡乐山市五通桥茫溪河畔建立了“丁佑君烈士纪念碑”[4]，碑上镌刻了1958年3月27日朱德的亲笔题词：“丁佑君同志是党和人民的好女儿，是青年团员和青年的好榜样。中国青年应该学习她把自己的一切都献给党和人民的高度的阶级觉悟和革命精神。”
- 1985年9月19日，在丁佑君歿後35周年纪念日，乐山在五通桥菩提山上修建了“丁佑君烈士纪念馆”，时任中共中央总书记的胡耀邦为五通桥新落成的纪念馆题写馆名。
- 1987年10月1日，经四川省人民政府批准，将其歿地河西镇更名为佑君镇。
- 2011年，丁佑君被评为庆祝中国共产党成立90周年“乐山十大最具影响力人物”之一。